# Geodia arabica
Espèce
Synonymes
Cydonium arabicum Carter, 1869
Geodia arabica est une espèce d'éponges de la famille des Geodiidae présente dans la Mer d'Arabie et dans la Mer Rouge.

## Taxonomie
L'espèce est décrite par Henry John Carter en 1869.
La localité type est l'ile de Masirah, en Mer d'Arabie.